# Tyninghame House

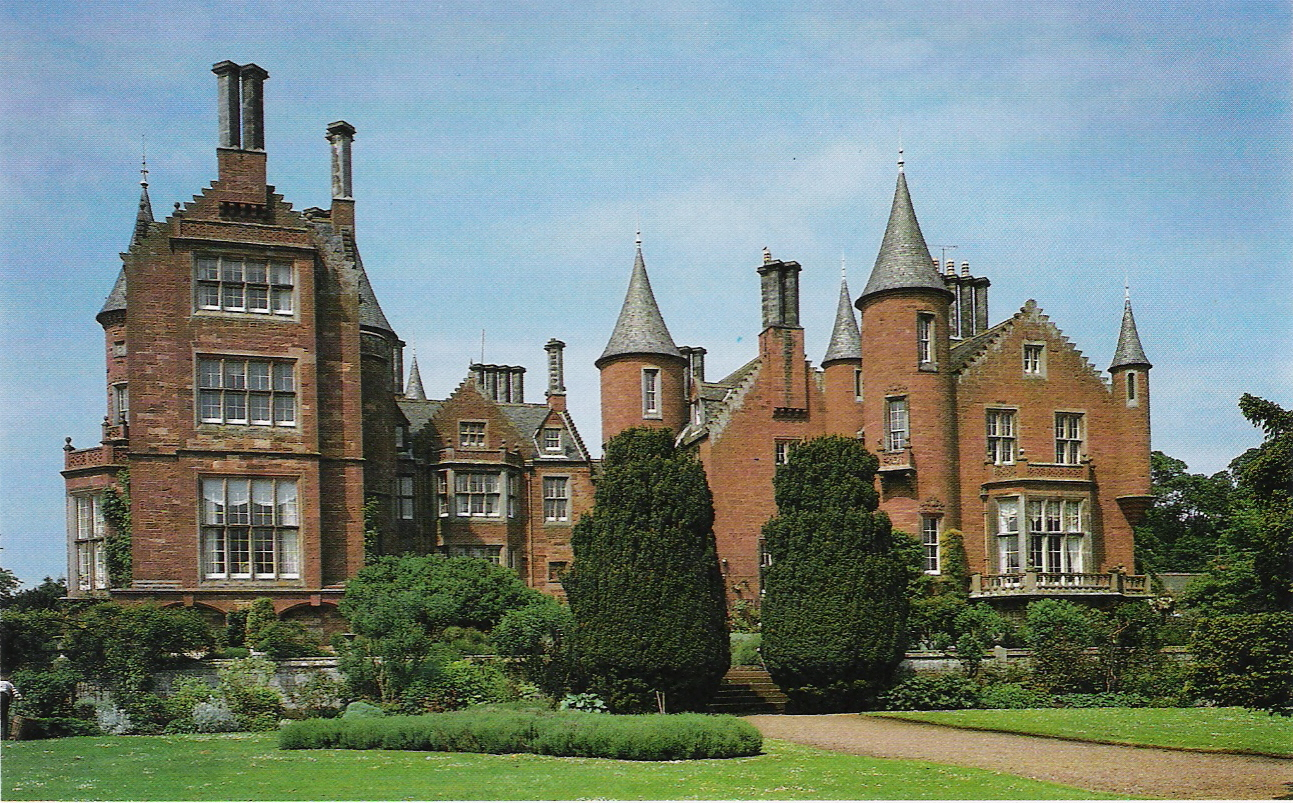
Tyninghame House

Tyninghame House ist ein Herrenhaus nahe dem schottischen Weiler Tyninghame in der Council Area East Lothian. 1971 wurde das Gebäude in die schottischen Denkmallisten in der höchsten Kategorie A aufgenommen. Des Weiteren ist die zugehörige Sonnenuhr separat als Kategorie-A-Bauwerk klassifiziert. Verschiedene Außengebäude sind als Kategorie-B- oder Kategorie-C-Bauwerke eingestuft. Alle Einzeldenkmäler sind außerdem zu einem Denkmalensemble der Kategorie A zusammengefasst. Zuletzt sind die umgebenden Parkanlagen im schottischen Register für Landschaftsgärten verzeichnet.

## Geschichte
Tyninghame gehört zu den ältesten Siedlungen der Angelsachsen in Schottland. Sie kann bis in das 7. Jahrhundert zurückverfolgt werden. Mitte des 8. Jahrhunderts lebte dort der Mönch Baldred von Tyninghame und begründete einen christlichen Standort in Schottland, der sich zu einem bedeutenden Kloster entwickelte. Von diesem zeugen die erhaltenen Fragmente der St Baldred’s Church auf den Ländereien des heutigen Tyninghame House. Ab 1094 ist am Standort ein Landhaus der Mönche von St Cuthbert verzeichnet, denen König Duncan II. die Ländereien in selbem Jahr zur Verfügung stellte. Spätestens 1250 zählte es zu den Besitztümern der Bischöfe von St Andrews, die das Anwesen als Sommerresidenz nutzten. Im 16. Jahrhundert pachteten die Lauders of The Bass Tyninghame. Im Sommer lebten sie auf ihrem Stammsitz auf Bass Rock und residierten in den Wintermonaten in Tyninghame. Im Zuge der schottischen Reformation und der damit verbundenen Säkularisation kirchlicher Besitztümer erwarben die Lauders das Anwesen.
Nach mehreren Besitzerwechseln erwarb Thomas Hamilton, 1. Earl of Haddington Tyninghame im Jahre 1628. Auf Basis des bestehenden Gebäudes ließ er das erste Herrenhaus an diesem Ort erbauen, das den Earls of Haddington als Stammsitz diente. Nach der Heirat zwischen Charles Hamilton, 5. Earl of Haddington und der Tochter des Dukes of Rothes im späten 17. Jahrhundert, verbrachte dieser die meiste Zeit auf deren Anwesen in Rothes. Als sein Erbe Thomas Hamilton, 6. Earl of Haddington um 1700 nach Tyninghame House zurückkehrte, fand er es in einem vernachlässigten Zustand vor. Zusammen mit seiner Ehefrau zeichnet er insbesondere für die Anlage der Parks und Gärten verantwortlich. Thomas Hamilton, 9. Earl of Haddington engagierte 1828 den bekannten schottischen Architekten William Burn mit der Umgestaltung und Erweiterung des Herrenhauses. In dieser bisher letzten signifikanten Bauphase erhielt Tyninghame House seinen heutigen Charakter.
Mit dem Tod von George Baillie-Hamilton, 12. Earl of Haddington wurde Tyninghame House verkauft. In einer Auktion am Standort unter Leitung des Auktionshauses Sotheby’s wurden weite Teile der Inneneinrichtung versteigert. Um einer Zerschlagung entgegenzuwirken, erwarb die National Library of Scotland die 345 Bände umfassenden politischen und juristischen Aufzeichnungen von Thomas Hamilton, 1. Earl of Haddington. In der Folgezeit wurde das Herrenhaus umgebaut und in separate Wohneinheiten untergliedert. John George Baillie-Hamilton, 13. Earl of Haddington lebt nun auf Mellerstain House in den Scottish Borders.

## Beschreibung
Das komplexe, im Scottish-Baronial-Stil gestaltete Herrenhaus liegt rund einen Kilometer nordöstlich von Tyninghame. Der 300 m südlich verlaufende Tyne begrenzt das Anwesen und mündet ein kurzes Stück östlich in die Nordsee. Das Mauerwerk des zwei- bis dreistöckigen Gebäudes mit seinen verschiedenen Türmen, Ecktourellen und Staffelgiebeln besteht aus rötlichem Sandstein, der grob zu Quadern behauen wurde. Details sind mit rotem oder grauem Sandstein abgesetzt. Der Eingangsbereich wurde 1961 durch Schomberg Scott umgestaltet.

## Sonnenuhr
Die Sonnenuhr bildet den Mittelpunkt des durch William Burn Ende der 1820er Jahre angelegten italienischen Gartens an der Westseite von Tyninghame House. Es handelt sich in den wesentlichen Aspekten um einen Nachbau der Sonnenuhr der Newbattle Abbey in Midlothian. Sie ruht auf einem gestuften oktogonalen Fundament mit gekehltem Podest. Das als nadelförmiger Obelisk gestaltete Bauwerk ist reich ornamentiert und mit Sphinxfiguren verziert.